# Sociología del derecho
La sociología del Derecho, también conocida como sociología jurídica, es aquella rama que estudia el origen, la diferenciación, la aplicación, las transformaciones, los problemas, la eficacia y todo lo concerniente a las relaciones entre el Derecho y la sociedad. Asimismo, se encarga de estudiar al derecho no sólo como norma, sino como institución plasmada a través del Estado y su funcionamiento. También, del nacimiento de reglas de distintas categorías: normas religiosas, normas morales, normas jurídicas, normas políticas, etcétera.  
Los orígenes de la sociología jurídica pueden rastrearse hasta las obras de los clásicos, a saber: Max Weber, Émile Durkheim y Karl Marx. Algunos precursores modernos son Rudolph Von Ihering, Francois Gény, Eugene Ehrlich, Jean Carbonnier, Georges Gurvitch, Roscoe Pound, Axel Hägerström (filósofo del derecho), Renato Treves y Vincenzo Ferrari. Un desarrollo inigualable le han dado a la sociología jurídica Max Weber y Niklas Luhmann, especialmente las obras Gesellschaft der Gesellschaft y Gesellschaft und Recht de este último.
Por otro lado, la sociología jurídica, como campo científico, a pesar de su importancia e interés, es una de aquellas "áreas tan sugestivas que, contrario a su misma naturaleza y su alto grado de interés colectivo, han pasado ciertamente inexploradas."

## Orígenes académicos
Las raíces de la sociología del derecho se remontan a los trabajos de sociólogos y juristas de principios del siglo anterior. La relación entre el derecho y la sociedad fue explorada sociológicamente en los trabajos seminales de Max Weber y Émile Durkheim. Los escritos sobre la ley de estos sociólogos clásicos son fundamentales para toda la sociología del derecho actual. [9] Varios otros académicos, principalmente juristas, también emplearon teorías y métodos científicos sociales en un intento por desarrollar teorías sociológicas del derecho. Cabe destacar que entre ellos se encontraban Leon Petrażycki, Eugen Ehrlich y Georges Gurvitch.
Para Max Weber, una llamada "forma racional" como un tipo de dominación dentro de la sociedad, no es atribuible a las personas sino a normas abstractas. Entendió el cuerpo de ley coherente y calculable en términos de una autoridad legal-racional. Tal ley coherente y calculable formó una condición previa para los desarrollos políticos modernos y el estado burocrático moderno y se desarrolló en paralelo con el crecimiento del capitalismo. Un elemento central del desarrollo del derecho moderno es la racionalización formal del derecho sobre la base de procedimientos generales que se aplican de manera equitativa y justa a todos. La ley moderna racionalizada también está codificada e impersonalmente en su aplicación a casos específicos. En general, el punto de vista de Weber puede describirse como un enfoque externo de la ley que estudia las características empíricas del derecho, en oposición a la perspectiva interna de las ciencias jurídicas y el enfoque moral de la filosofía del Derecho.
Émile Durkheim escribió, en La división del trabajo social, que a medida que la sociedad se vuelve más compleja, el cuerpo de leyes civiles que se ocupa principalmente de la restitución y la compensación crece a expensas de las leyes penales y las sanciones penales. Con el tiempo, la ley ha sufrido una transformación de ley represiva a ley restitutiva. El derecho restitutivo opera en sociedades en las que existe un alto grado de variación individual y énfasis en los derechos y responsabilidades personales. Para Durkheim, la ley es un indicador del modo de integración de una sociedad, que puede ser mecánica, entre partes idénticas u orgánica, entre partes diferenciadas, como en las sociedades industrializadas. Durkheim también argumentó que una sociología del derecho debería desarrollarse junto con una sociología de la moral, y en estrecha relación con ella, al estudiar el desarrollo de los sistemas de valores reflejados en el derecho.
En Principios fundamentales de la sociología del derecho, Eugen Ehrlich desarrolló un enfoque sociológico del estudio del derecho centrándose en cómo las redes sociales y los grupos organizaban la vida social. Exploró la relación entre la ley y las normas sociales generales y distinguió entre la "ley positiva", que consiste en las normas compulsivas del estado que requieren la aplicación oficial, y la "ley viva", que consiste en las reglas de conducta que las personas de hecho obedecieron y que dominaron vida. Este último surgió espontáneamente a medida que las personas interactuaban entre sí para formar asociaciones sociales.

## Sociología jurídica contemporánea
La sociología del Derecho ha sido un área poco explorada en las facultades de derecho como en las de sociología, lo cual ha llevado a la creación de entes centros de investigación autónomos e independientes. La Asociación Derecho y Sociedad (Law & Society Association) y el Instituto Internacional de Sociología Jurídica de Oñati, Centro de Estudios de Sociología Jurídica de Costa Rica, la SASJU, Sociedad Argentina de Sociología Jurídica en Argentina, y, recientemente la Asociación Latinoamericana y del Caribe de derecho y sociedad, [] son ejemplos de entes académicos dedicados al estudio y a la investigación en sociología jurídica. La revista Droit et Société en Francia también es un medio importante de difusión en temas relacionados con este campo de estudio. En Colombia, es particularmente reconocido el Centro de Estudios de Derecho, Justicia y Sociedad (Dejusticia.org). 
A nivel mundial y local, Roger Cotterrell, David Nelken, Alan Hunt, Vincenzo Ferrari, Volkmar Gessner, H. Rottleuthner, Gunther Teubner, Mathieu Deflem, Max Travers, Reza Banakar, Boaventura de Sousa Santos, Marc Galanter, Yves Dezalay, David Trubek, Bryant Garth, Brian Tamanaha, Sally Engle Merry, Ronen Shamir, Michael McCann y Jacques Comaille son algunos sociólogos del derecho contemporáneos reconocidos. 
Esta disciplina ha venido expandiéndose y tomando fuerza en los últimos años en América Latina. Algunos sociólogos del derecho latinoamericanos de gran renombre son Héctor Fix Fierro, Felipe Fucito, Roberto Gargarella, Eliane Junqueira, Wanda de Lemos Capeller, Carlos María Cárcova, Óscar Correas, Manuel Jacques, Mauricio García Villegas, Rodrigo Uprimny, Arthur Max, César Rodríguez Garavito, Camilo Borrero García y Simón A. Moreno Parra, entre otros.[cita requerida]

## Temas de estudio
Algunos temas clásicos de la sociología jurídica son:
- la eficacia jurídica de las normas
- la profesión jurídica
- el sistema judicial (en particular el tema del acceso a la justicia)
- el análisis desde la sociología de la jurisprudencia
- el pluralismo jurídico
- el Derecho y la globalización
- el multiculturalismo
- las funciones sociales del Derecho
- el Derecho y los movimientos sociales (el cambio social)
- el Derecho de interés público

## Metodología de investigación
En cuanto a la metodología de investigación, la sociología del Derecho emplea métodos propios de la sociología para conocer el comportamiento del campo jurídico, es decir: tratados internacionales, constituciones políticas, leyes, reglamentos, directrices, pero también la jurisprudencia y la doctrina del Derecho. La investigación sociojurídica es, en un sentido amplio, investigación social, por lo cual implica realizar trabajo empírico o trabajo de campo, como entrevistas, sondeos, encuestas, muestreos estadísticos, etcétera.[cita requerida]